# Риналдо Ночентини
Риналдо Ночентини (итал. Rinaldo Nocentini; 25. септембар 1977) је италијански професионални бициклиста од 1999. Каријеру је почео у тиму Мапеи-Квикстеп. Највећу победу остварио је освајањем трке Гран при Мигел Индураин 2007. На Тур де Франсу 2009. носио је жуту мајицу осам етапа. Мајицу је преузео након седме етапе од Фабијана Канчеларе, да би након етапе 14 лидерску позицију предао Алберту Контадору.

## Јуниорска каријера
Ночентини је јуниорску каријеру почео 1995. и прве сезоне је остварио победу на петој етапи Тура Аустрије за јуниоре и освојио је треће место на светском јуниорском првенству у друмској вожњи. 1996. освојио је трку Торе.
1997. остварио је такође једну победу, освојио је трку Гран премио Емполи. Освојио је и два трећа места, на трци Торе и на Ђиро дел Касентино.
1998. освојио је трку Копа Кадути и победио је на првој етапи трке Ђиро дела Рођиони за возаче до 23 године, где је завршио на четвртом месту у генералном пласману. На светском јуниорском првенству освојио је друго место, иза Ивана Баса, а италијански подијум је употпунио Данило Ди Лука.

## Професионална каријера
Професионалну каријеру почео је 1999. у тиму Мапеј Квикстеп. Прве сезоне остварио је две етапне победе на трци Лангкави у Малезији. 2000. је возио Ђиро д’Италију по први пут и завршио је на 64 месту. Без победе је био и наредне две године, 2001. је завршио Ђиро д’Италију на 66 месту, најбољи ретултат било му је десето на седмој етапи. 2002. је завршио други на шестој етапи Тирено—Адриатико трке.
2003. је остварио трку Ђиро дела Тоскана. Вратио се на Ђиро д’Италију и завршио је на 60 месту. 2004. је освојио треће место на Ђиро дела Апенино трци, Ђиро д’Италију је завршио на 34 месту. Након Ђира, победио је на петој етапи Тура Пољске и освојио је треће место на Ђиро дел Емилија трци. Сезону је завршио 27 местом на Ђиро ди Ломбардији.
2005. је почео победом на трци Наранко у Шпанији, што му је била и једина победа у сезони. Завршио је трећи на трци Камиоре, седми на Копа Агостини трци, други на Копа Сабатини и на 22 месту Ђиро ди Ломбардију. 2006. је освојио Ђиро дел Апенино, Ђиро дел Венето и Копа Пјаци трке, док је на другом месту завршио трку Варезине.
2007. освојио је трку Гран при Мигел Индураин и етапу на Туру Медитерана. Након две године, вратио се на Ђиро д’Италију и завршио је на 47 месту. 2008. остварио је једну победу, освојио је Гран при Лугана. На Париз—Ници је освојио друго место, док је Тур Медитерана завршио на четвртом месту. Возио је Вуелта а Еспању по први пут и завршио је на 23 месту.
2009. је остварио једну победу, победио на седмој етапи Тура Калифорније. Флеш Валон је завршио на десетом месту, а Критеријум Интернационал на деветом, након чега је возио Тур де Франс по први пут. Ночентини је био веома приметан на Туру и носио је жуту мајицу недељу дана, од седме до етапе 14. Ночентини је Тур завршио на 12 месту, што му је најбољи резултат на гранд тур тркама.
2010. је освојио друго место на Туру Медитерана и победио је на првој етапи Тура Хау Вар. На Тур де Франсу није био приметан као претходне године и завршио је Тур на 98 месту. Након Тура возио је Вуелта а Еспању и завршио је на 53 месту. 2011. није остварио ниједну победу, освојио је треће место на Гран при Лугано трци и на Туру Хау Вар. Возио је Ђиро д’Италију након две године и завршио је на 70 месту. Од осталих резултата, има шесто место на Туру Пољске, десето на Гран при Мигел Индураин и девето на Гран при Монтреала.
Победу није остварио ни 2012. Завршио је шести на Тирено—Адриатику, Туру Пољске и на Туру Пекинга, пети на Критеријуму Интернационал и девети на Туру Медитерана и Амстел голд рејсу. Вуелта а Еспању је завршио на 18 месту. 2013. је стартовао петим местом на Туру Омана, након чега је завршио трећи на Страде Бјанки трци и десети на Флеш Валону. Поново је једини гранд тур који је возио, била Вуелта а Еспања. На Вуелти није био толико добар као претходне године и завршио је на 53 месту.
2014. је завршио на осмом месту Тур Пекинга, возио је поново Вуелта а Еспању и завршио је на 96 месту. Сезону је завршио на класицима у Италији, освојио је друго место на Милан—Торину и завршио је на десетом месту Ђиро ди Ломбардију. 2015. завршио је осми на Туру Аустрије. Возио је Ђиро д’Италију након три године, најбољи резултат било му је седмо место на етапи 18. Ђиро је завршио на 73 месту у генералном пласману. Возио је и Вуелта а Еспању, најбољи резултат било му је шесто место на етапи 13, а завршио је на 85 месту.
Победу није остварио ни 2016. Најбољи резултат било му је друго место на Туру Азербејџана.